# Vertamboz
Vertamboz é uma comuna francesa na região administrativa de Borgonha-Franco-Condado, no departamento de Jura. Estende-se por uma área de 6,66 km². Em 2010 a comuna tinha 98 habitantes (densidade: 14,7 hab./km²).

## Personalidades importantes nascidos em Vertamboz
- Claude Louis de Saint-Germain